# Slobodan Rajković
Slobodan Rajković (ur. 3 lutego 1989 w Belgradzie) – serbski piłkarz występujący na pozycji obrońcy we włoskim klubie US Palermo oraz w reprezentacji Serbii.

## Kariera klubowa
Slobodan Rajković urodził się w Belgradzie. Karierę rozpoczął w miejscowym zespole OFK, w którego barwach zadebiutował w sezonie 2004/2005, mając szesnaście lat. W listopadzie 2005 roku został kupiony przez Chelsea za 3,5 miliona funtów, co stało się nowym rekordem jeśli chodzi o sumę wydaną na nieletniego piłkarza. Umowa z londyńskim klubem zaczęła obowiązywać dopiero po zakończeniu sezonu 2006/2007 – wtedy to Rajković dołączył do angielskiego zespołu.
Przed sezonem 2007/2008 Rajković został wypożyczony do grającego w Eredivisie PSV Eindhoven. W holenderskim zespole zadebiutował 19 sierpnia 2007 roku, kiedy to wystąpił w wygranym 2:0 meczu z Heraclesem Almelo. Młody piłkarz w całym sezonie rozegrał łącznie 13 spotkań w których nie zdobył żadnego gola. Z drużyną zajął pierwsze miejsce w ligowej tabeli i został Mistrzem Holandii. Latem 2008 roku Rajković powrócił do Londynu, jednak działacze Chelsea postanowili ponownie wypożyczyć Serba, tym razem do FC Twente. Pomimo dużej konkurencji w składzie, Rajković w całym sezonie wystąpił w 13. ligowych pojedynkach, w których strzelił jedną bramkę (11 kwietnia 2009 roku w meczu z Rodą Kerkrade), a z drużyną zajął drugie miejsce w Eredivisie. Na początku czerwca 2009 roku zawodnik powrócił do Londynu, jednak już kilka dni później został ponownie wypożyczony do Twente. W sezonie 2009/2010 wywalczył z tym klubem Mistrzostwo Holandii.
W sierpniu 2010 roku został ponownie wypożyczony, tym razem do Vitesse.
W sierpniu 2011 Rajković podpisał 4-letni kontrakt z zespołem Bundesligi Hamburger SV.

## Kariera reprezentacyjna
Slobodan Rajković występował w juniorskich reprezentacjach Serbii i Czarnogóry. W 2005 roku zadebiutował w kadrze U-21. Z reprezentacją olimpijską pojechał na Igrzyska do Pekinu. Wystąpił tam w trzech meczach i strzelił jednego gola. Podczas tego turnieju, Rajković został zdyskwalifikowany na jeden rok za oplucie sędziego. Serb złożył odwołanie i półtora miesiąca później, federacja odwołała karę. Do incydentu doszło po meczu fazy grupowej, przegranym przez Serbię z Argentyną 0:2. Serbowie z dorobkiem jednego punktu zajęli ostatnie miejsce w grupie A i pożegnali się z turniejem. W dorosłej reprezentacji Serbii Rajković zadebiutował 24 maja 2008 roku w zremisowanym 1:1 spotkaniu z Irlandią. Cztery dni później wystąpił w pojedynku z Rosją, natomiast w 2010 roku zagrał w spotkaniu przeciwko Włochom.

## Statystyki kariery
(aktualne na dzień 29 lipca 2016)
| Klub                 | Sezon              | Liga               | Liga  | Liga   | Puchary krajowe | Puchary krajowe | Europa | Europa | Suma  | Suma   |
| Klub                 | Sezon              | Liga               | Mecze | Bramki | Mecze           | Bramki          | Mecze  | Bramki | Mecze | Bramki |
| -------------------- | ------------------ | ------------------ | ----- | ------ | --------------- | --------------- | ------ | ------ | ----- | ------ |
| OFK Beograd          | 2004/05            | Prva liga          | 6     | 0      | 0               | 0               | 0      | 0      | 6     | 0      |
| OFK Beograd          | 2005/06            | Prva liga          | 20    | 1      | 1               | 0               | 2      | 0      | 23    | 1      |
| Chelsea              | 2006/07            | Premier League     | 0     | 0      | 0               | 0               | 0      | 0      | 0     | 0      |
| OFK Beograd (wyp.)   | 2006/07            | Super liga         | 11    | 0      | 0               | 0               | 1      | 0      | 12    | 0      |
| PSV Eindhoven (wyp.) | 2007/08            | Eredivisie         | 13    | 0      | 0               | 0               | 5      | 0      | 18    | 0      |
| FC Twente (wyp.)     | 2008/09            | Eredivisie         | 13    | 1      | 0               | 0               | 3      | 0      | 16    | 1      |
| FC Twente (wyp.)     | 2009/10            | Eredivisie         | 10    | 0      | 0               | 0               | 3      | 0      | 13    | 0      |
| Vitesse (wyp.)       | 2010/11            | Eredivisie         | 24    | 0      | 3               | 0               | –      | –      | 27    | 0      |
| Hamburger SV         | 2011/12            | Bundesliga         | 16    | 1      | 1               | 0               | –      | –      | 17    | 1      |
| Hamburger SV         | 2012/13            | Bundesliga         | 13    | 0      | 0               | 0               | –      | –      | 13    | 0      |
| Hamburger SV         | 2013/14            | Bundesliga         | 2     | 0      | 0               | 0               | –      | –      | 2     | 0      |
| Hamburger SV         | 2014/15            | Bundesliga         | 11    | 1      | 2               | 0               | –      | –      | 13    | 1      |
| Darmstadt 98         | 2015/16            | Bundesliga         | 12    | 1      | 2               | 0               | –      | –      | 14    | 1      |
| US Palermo           | 2016/17            | Serie A            | 0     | 0      | 0               | 0               | –      | –      | 0     | 0      |
| Ogólnie w karierze   | Ogólnie w karierze | Ogólnie w karierze | 151   | 5      | 9               | 0               | 14     | 0      | 174   | 5      |

## Sukcesy
PSV
- Mistrzostwo Holandii: 2007/08

Twente
- Mistrzostwo Holandii: 2009/10